# Marc Gicquel
Marc Gicquel (Tunis (Tunesië), 30 maart 1977) is een professioneel tennisser uit Frankrijk. Hij startte zijn profcarrière in 1999.
Op 6 november 2006 dook Gicquel de top 50 binnen na het bereiken van zijn eerste ATP Tour finale in Lyon waar hij verslagen werd door Richard Gasquet. Op 30 april 2007 bereikte hij de top 40 na de halve finales te bereiken in Casablanca.

## ATP Tour titels (0)

### Enkels finalist (3)
- 2006: Lyon (verloren van Richard Gasquet)
- 2007: Lyon (verloren van Sébastien Grosjean)
- 2008: 's-Hertogenbosch (verloren van David Ferrer)

### Dubbels finalist (2)
- 2007: Gstaad (met Serra; verloren van Čermák & Vízner)
- 2008: Chennai (met Baghdatis; verloren van Sa. Ratiwatana & So. Ratiwatana)

## Prestatietabel
| Legenda | Legenda                          |
| ------- | -------------------------------- |
| g.t.    | geen toernooi gehouden           |
| l.c.    | lagere categorie                 |
| –       | niet deelgenomen                 |
| G       | uitgeschakeld in de groepsfase   |
| 1R      | uitgeschakeld in de eerste ronde |
| 2R      | uitgeschakeld in de tweede ronde |
| 3R      | uitgeschakeld in de derde ronde  |
| 4R      | uitgeschakeld in de vierde ronde |
| KF      | uitgeschakeld in de kwartfinale  |
| HF      | uitgeschakeld in de halve finale |
| F       | de finale verloren               |
| W       | het toernooi gewonnen            |
| w-v     | winst/verlies-balans             |

### Prestatietabel grand slam, enkelspel
| Toernooi        | 2004 | 2005 | 2006 | 2007 | 2008 | 2009 | 2010 |
| --------------- | ---- | ---- | ---- | ---- | ---- | ---- | ---- |
| Australian Open | –    | –    | –    | 2R   | 3R   | 1R   | 2R   |
| Roland Garros   | 1R   | –    | 2R   | 1R   | 2R   | 3R   | –    |
| Wimbledon       | –    | –    | –    | 1R   | 3R   | 2R   | –    |
| US Open         | –    | –    | 4R   | 1R   | 1R   | 2R   | –    |

### Prestatietabel grand slam, dubbelspel
| Toernooi        | 2005 | 2006 | 2007 | 2008 | 2009 | 2010 |
| --------------- | ---- | ---- | ---- | ---- | ---- | ---- |
| Australian Open | –    | 1R   | 2R   | KF   | 1R   | 1R   |
| Roland Garros   | 2R   | 1R   | 1R   | 1R   | 1R   | –    |
| Wimbledon       | –    | –    | 2R   | 1R   | 2R   | –    |
| US Open         | –    | –    | 1R   | 3R   | 2R   | –    |